# 4 Little Girls

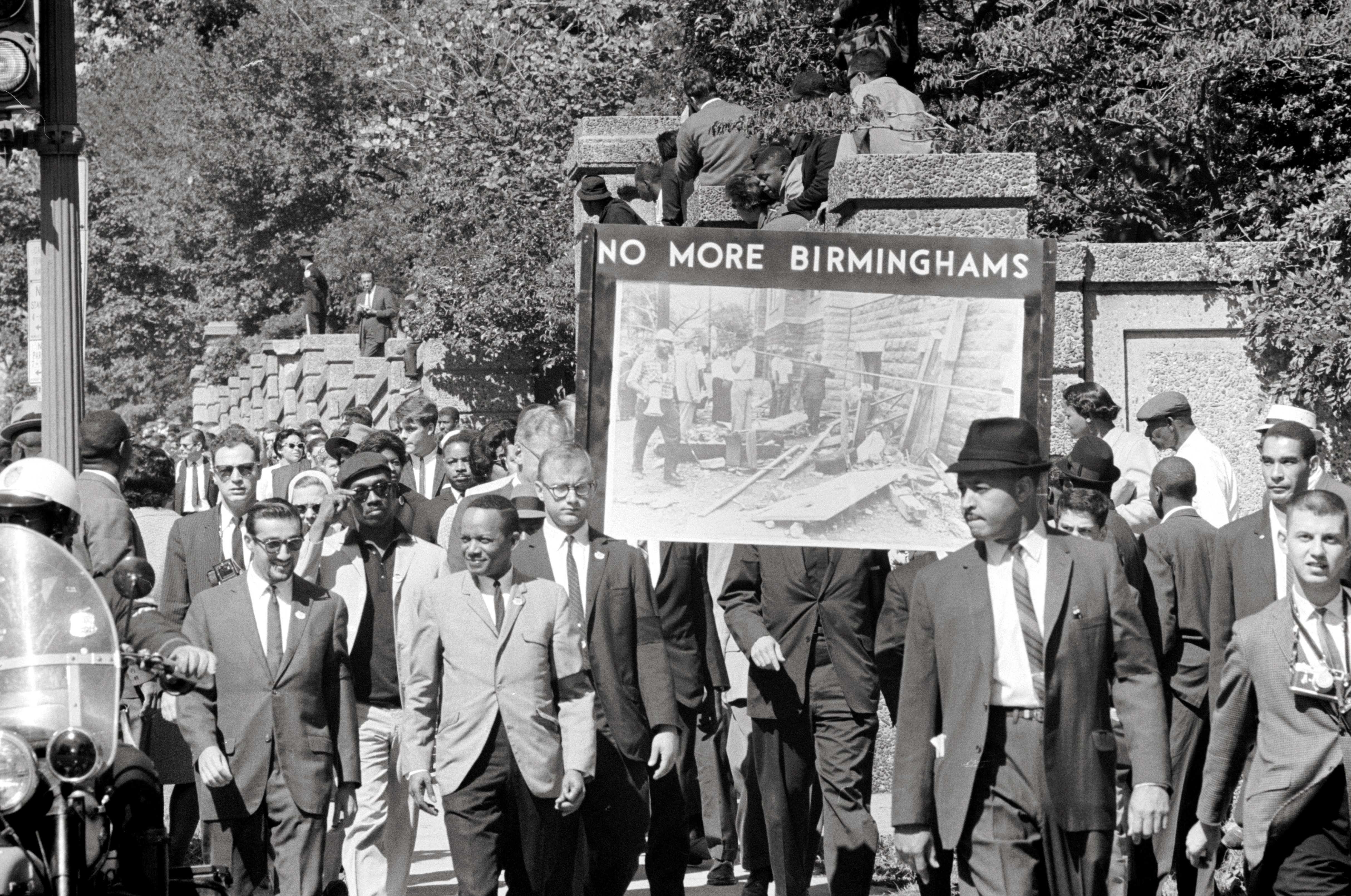
Marche du Congress of Racial Equality en mémoire des victimes le 22 septembre 1963.

Pour plus de détails, voir Fiche technique et Distribution.
4 Little Girls est un documentaire américain réalisé par Spike Lee, sorti en 1997. Ce documentaire revient sur l'attentat à l'église baptiste de la 16e rue perpétré par quatre membres du Ku Klux Klan le 15 septembre 1963 à Birmingham (Alabama). Lors de cet attentat, quatre jeunes filles, Addie Mae Collins (14 ans), Carole Robertson (14 ans), Cynthia Wesley (14 ans) et Denise McNair (11 ans), ont été tuées et plus de vingt personnes ont été blessées.

## Fiche technique
- Titre français : 4 Little Girls
- Réalisation : Spike Lee
- Directrice de la photographie : Ellen Kuras
- Pays de production : États-Unis
- Format : Couleurs - 35 mm - 1,33:1 - Dolby
- Genre : documentaire, historique
- Durée : 102 minutes
- Date de sortie : 1997

## Distribution
- Maxine McNair : elle-même, mère de Denise McNair
- Chris McNair : lui-même, père de Denise McNair
- Helen Pegues : elle-même, tante de Denise
- Queen Nunn : elle-même, voisine de Denise McNair
- Arthur Hanes Jr. : lui-même, avocat de la défense de Bob Chambliss
- Howell Raines : lui-même, éditeur du New York Times
- Harold McNair : lui-même, oncle de Denise
- Carole C. Smitherman : elle-même, amie d'enfance de Denise
- Wamo Reed Robertson : elle-même, tante de Carole Robertson
- Dianne Braddock : elle-même, sœur de Carole Robertson
- Carolyn Lee Brown : elle-même, amie d'enfance de Carole Robertson
- Alpha Robertson : elle-même, mère de Carole Robertson
- Wyatt Tee Walker : lui-même, ancien directeur exécutif du SCLC
- Fred Lee Shuttlesworth : lui-même, président du Mouvement Chrétien pour les Droits Humains en Alabama
- Florence Terrell : elle-même, professeur